# Hybanthus oppositifolius
Hybanthus oppositifolius là một loài thực vật có hoa trong họ Hoa tím. Loài này được (L.) Taub. mô tả khoa học đầu tiên năm 1895.